# Рипи
Рипи (итал. Ripi) — коммуна в Италии, располагается в регионе Лацио, подчиняется административному центру Фрозиноне.
Население составляет 5390 человек (на 2004 г.), плотность населения составляет 169 чел./км². Занимает площадь 31 км². Почтовый индекс — 03027. Телефонный код — 0775.
Покровителем коммуны почитается святой Георгий, великомученик. Праздник ежегодно празднуется 23 апреля.